# OEC Taipei Ladies Open 2014
El OEC Taipei WTA Ladies Open 2014 es un torneo femenino de tenis profesional jugado en carpet interiores. Se trata de la segunda edición del torneo y el último evento de la WTA 125s de 2014. Se llevará a cabo en Taipéi, Taiwán entre 4-9 de noviembre de 2014.

## Cabeza de serie

### Individual femenino
| Tenista                  | Ranking | Preclasificada |
| Anna-Lena Friedsam       | 81      | 1              |
| Luksika Kumkhum          | 85      | 2              |
| Zheng Saisai             | 94      | 3              |
| Alla Kudryavtseva        | 97      | 4              |
| Patricia Mayr-Achleitner | 105     | 5              |
| Vitalia Diatchenko       | 107     | 6              |
| Wang Qiang               | 111     | 7              |
| Kimiko Date-Krumm        | 116     | 8              |

### Dobles femenino
| Tenista                      | Ranking | Preclasificada |
| Chan Hao-ching Chan Yung-jan | 63      | 1              |
| Arina Rodionova Olga Savchuk | 135     | 2              |
| Chan Chin-wei Liang Chen     | 223     | 3              |
| Hsieh Shu-ying Xu Yi-Fan     | 227     | 4              |

## Campeonas

### Individual Femenino
Vitalia Diatchenko venció a  Chan Yung-jan por 1-6, 6-2, 6-4

### Dobles Femenino
Chan Hao-ching /  Chan Yung-jan vencieron a  Chang Kai-chen /  Chuang Chia-jung por 6-4, 6-3